# Coloration des matières organiques dissoutes dans l'eau
On appelle coloration des matières organiques dissoutes dans l'eau la mesure optique de l'absorption de la lumière par ces matières. 
On utilise parfois l'expression de « substance jaune », le mot allemand « gelbstoff » et l'acronyme anglais CDOM (en anglais : colored dissolved organic matter) pour décrire les composés responsables de ce phénomène.
Cette coloration jaune verdâtre provient des tannins produits par la décomposition des matières organiques. Ces matières absorbent fortement à des longueurs d'onde s'étalant du bleu à l'ultraviolet tandis que l'eau pure absorbe à des longueurs d'onde beaucoup plus longues, dans la gamme du rouge et de l'infrarouge. C'est la raison pour laquelle l'eau pure ne présentant pas de matières organiques dissoutes a une coloration bleue. En fonction de la concentration en CDOM, la couleur de l'eau varie du vert au jaune-vert et au brun.
L'utilisation du disque de Secchi est une autre manière d'évaluer la transparence de l'eau plus subjective, mais ne nécessitant qu'un appareillage simple et bon marché.